# روژه مارتن
روژه مارتن (به فرانسوی: Roger Martin) نویسنده و سیاست‌مدار قرن بیستم میلادی اهل فرانسه است.